# Economia de la República del Congo

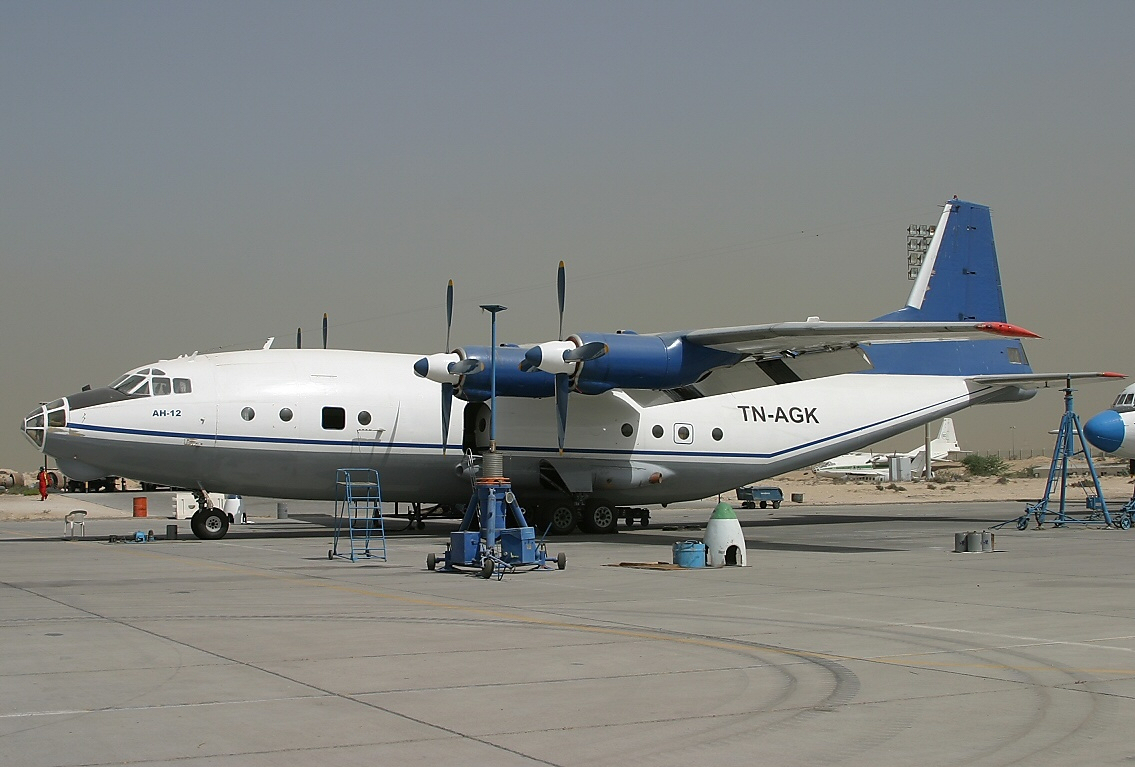
Avió de l'empresa Trans Air Congo.

L'economia de la República del Congo és una barreja de caça de subsistència i agricultura amb un sector industrial basat principalment en l'exportació de petroli i serveis de suport, a més de les despeses governamentals. El petroli va ultrapassar l'extracció fustera com el principal producte de l'economia, i és actualment responsable per la majoria de les rendes del govern i de les exportacions.
Actualment el gas natural no és simplement cremat, sinó és utilitzat per produir electricitat. Nous projectes de mineria, especialment ferro, que poden començar a produir en finals de 2013, poden afegir $1 miliard al pressupost anual del govern.
Esforços de reforma econòmica van ser duts a terme amb el suport d'organismes internacionals, especialment el Fons Monetari Internacional i el Banc Mundial, incloses les consultes de l'Article IV recentment concloses. El president Denis Sassou-Nguesso, que va tornar en poder després del terme de la guerra civil, a l'octubre de 1997, va expressar públicament la seva voluntat de prosseguir les reformes econòmiques i privatitzacions, a més de renovar la cooperació amb institucions financeres internacionals. El progrés econòmic va ser severament afectat amb la caiguda dels preus internacionals del petroli i amb la represa del conflicte armat al desembre de 1998, que van empitjorar el dèficit pressupostari de la república.